# Chedli Klibi
Chedli Klibi (Túnis, 6 de setembro de 1925 – Túnis, 13 de maio de 2020) foi um político tunisiano. Ocupou diversos postos importantes no governo da Tunísia durante a década de 1970, tendo grande influência junto ao presidente Habib Bourguiba. Assumiu o cargo de secretário geral da Liga Árabe a partir de 1979, saindo apenas em 1990 quando teve problemas para lidar com a Guerra do Golfo.

## Carreira
Depois de se tornar Diretor-Geral da Rádio Tunis em 1958, ele se tornou o Ministro dos Assuntos Culturais da Tunísia (1961-1970, 1971-1973, 1976-1978) sob a presidência de Habib Bourguiba , então chefe de gabinete do presidente de 1974 a 1976 antes sendo Ministro da Informação de 1978 a 1979. Ele também serviu como prefeito de Cartago de 1963 a 1990.
Klibi foi nomeado secretário-geral da Liga Árabe em março de 1979, como resultado do Tratado de Paz Egito-Israel. Em 1990, ele renunciou ao cargo sem explicação. Como secretário-geral, ele realizou três cúpulas ordinárias para os Chefes dos Estados Árabes e seis cúpulas extraordinárias. Como membro da Câmara dos Conselheiros de 2005 a 2008, Klibi passou sua aposentadoria em sua residência em Cartago com sua esposa Klibi Kalthoum.

## Vida posterior
Ele escreveu Orient-Occident-la paix violente que foi publicado em 1999. Este livro foi escrito na forma de uma entrevista com a jornalista francesa Jennifer Moll, na qual ele aborda vários assuntos envolvendo o Islã, a Europa e suas experiências como secretário-geral da Liga Árabe.
Morreu no dia 13 de maio de 2020, aos 94 anos.